# Noé Castañón León
Noé Castañón León (Berriozábal, Chiapas, 15 de abril de 1948-Chiapas, 19 de abril de 2024) fue un jurista y abogado mexicano. Fue ministro de la Suprema Corte de Justicia de la Nación de 1985 a 1994.

## Biografía
Estudió la primaria en su ciudad natal, secundaria y preparatoria en el Instituto de Ciencias y Artes de Tuxtla Gutiérrez, y en 1967 se trasladó a la Ciudad de México para ingresar en la Facultad de Derecho de la Universidad Nacional Autónoma de México (UNAM) y donde se tituló como licenciado en Derecho el 13 de mayo de 1971 con la tesis «El amparo indirecto en materia civil».
En 1967 inició su carrera judicial al ser nombrado Oficial Judicial y, de forma posterior, secretario Proyectista y primer secretario del Juzgado Primero de Distrito en Materia Civil, en el entonces Distrito Federal. En 1974 fue nombrado secretario de Estudio y Cuenta de la Suprema Corte 
de Justicia de la Nación; en 1980 subsecretario de Acuerdos y de 1984 a 1985, fungió como Secretario General de Acuerdos. 
Fue maestro fundador del Instituto de la Judicatura Federal, y de 1979 a 1982 fue catedrático de la Facultad de Derecho de la UNAM. De 1977 a 1980 fue presidente del Colegio de Secretarios de la Suprema Corte de Justicia de la Nación.
El entonces Presidente de la República, Miguel de la Madrid Hurtado, lo designó Ministro Numerario de la Suprema Corte, siendo aprobado su nombramiento por la Comisión Permanente del Congreso y rindiendo protesta como tal el 18 de abril de 1985, quedando adscrito a la Tercera Sala. A partir del año de 1986 y hasta el de 1984 ocupó un sitial en la Segunda Sala. Cesó en el cargo de ministro por jubilación, junto con todos los entonces integrantes de la Supre Corte, el 1 de enero de 1995 como consecuencia de la Reforma Constitucional del Poder Judicial aprobado aquel año a propuesta del presidente Ernesto Zedillo Ponce de León.
Tras este hecho, fue nombrado magistrado del Tribunal Superior de Justicia del Estado de Chiapas, del que se convirtió el presidente de 1995 a 2001. El 17 de noviembre de 2008 el gobernador Juan Sabines Guerrero lo nombró como secretario general de Gobierno de su administración; fue ratificado en el mismo cargo el 8 de diciembre de 2012 por el nuevo gobernador, Manuel Velasco Coello y permaneció en el mismo hasta el 3 de julio de 2013 en que Velasco lo removió del mismo, siendo sustituido por Eduardo Ramírez Aguilar. Posteriormente fue nombrado representante del gobierno de Chiapas en la Ciudad de México.
Fue nieto de Samuel León Brindis, gobernador de Chipas de 1958 a 1964 y su hijo es Noé Castañón Ramírez, diputado al Congreso de Chiapas y senador por el estado de 2018 a 2024; que causó polémica al asumir el cargo pues fue acusado de violencia doméstica por parte de su exesposa. Falleció el día 19 de abril de 2024.